# Guitarró

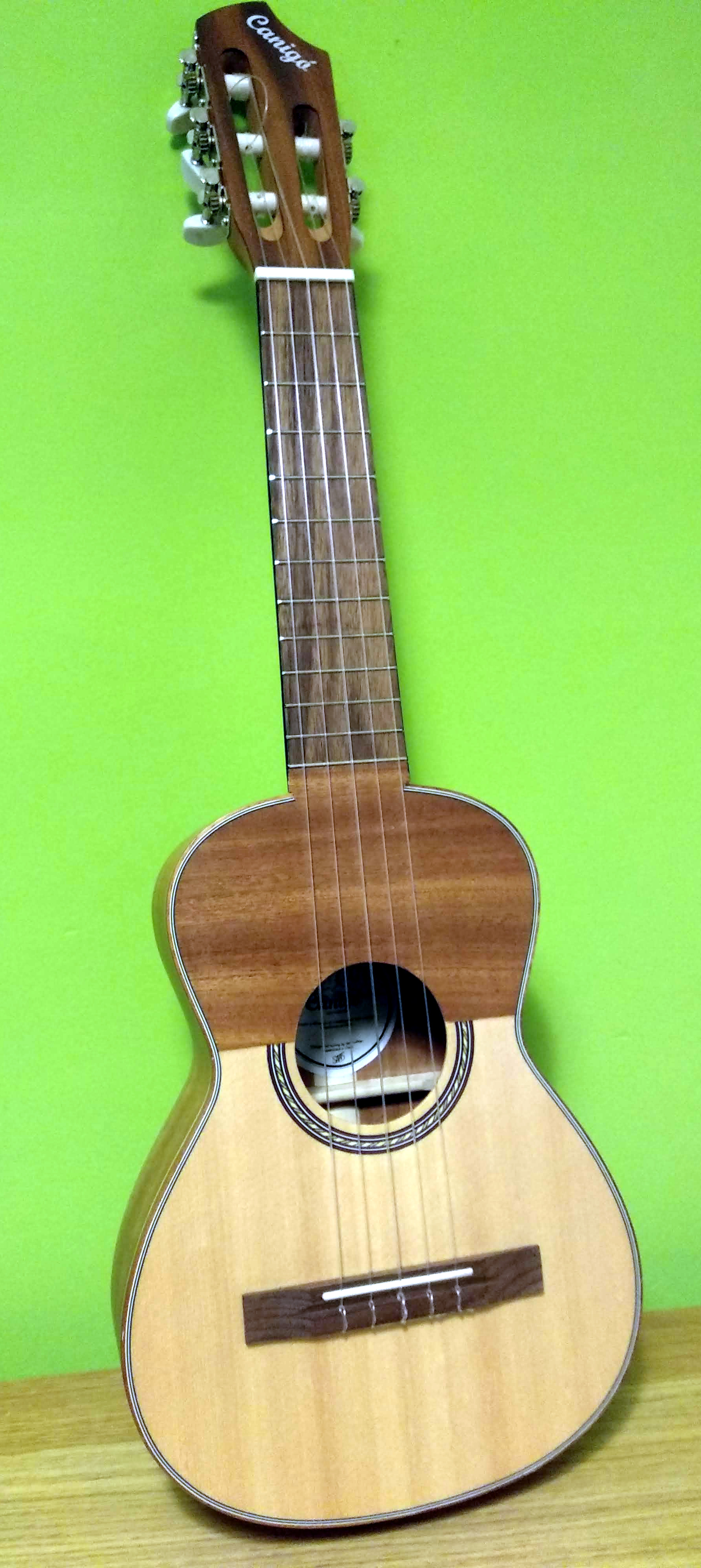
Guitarró femella

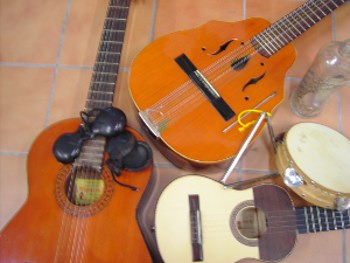
Guitarra, guitarró, llaüt, postisses, etc.

Afinació del guitarró femella valencià

El guitarró és un instrument de corda amb forma de guitarra però de caixa petita.
S'utilitza en la música tradicional de les zones de l'est d'Espanya: des de Múrcia fins a les Terres de l'Ebre i des de l'Aragó fins a les Illes Balears. La construcció i comercialització d'aquest instrument és escassa. Normalment es fa de forma artesanal i per encàrrec, cosa que encareix el producte o bé el construeixen els aprenents. És costum utilitzar-lo només d'acompanyament.
Actualment gràcies a l'interès dels intèrprets dels grups més representatius de la nostra terra, el guitarró mereix el reconeixement de ser considerat el seu estudi com a assignatura en el Conservatori Superior de Música de les Illes Balears.

## País Valencià
Tradicionalment, al País Valencià es distingeixen dos tipus de guitarrons. El guitarró mascle i el guitarró femella. La diferència fonamental entre els dos és la longitud del mànec. Mentre el mascle sol tenir una longitud que pot contenir uns 16 o 17 trasts, el guitarró femella només en té uns 9.

### Afinació
Començant per la primera corda, l'afinació del guitarrò valencià és:
- Mascle: fa - do - la♭ - mi♭ - si♭
- Femella: la - mi - do - sol - re

## Menorca
El guitarró menorquí, de dimensions menors a les d'una guitarra, i molt similar al guitarrillo castellà i, de vegades, anomenat o confós amb el tiple, forma part de les agrupacions de música tradicional de Menorca, però no se sap amb certesa quan es va introduir a l'illa, ni si va ser per inventiva pròpia o a força de copiar el guitarrillo o altres instruments similars. Lutiers com Francesc Capó, conegut com en Xec sa mosca, de qui es conserven uns quants guitarrons dels més antics que es coneixen. I altres noms com Ramon Castelló o Sebastià Moll. La mida és més gran que la del tiple menorquí i, per tant, té una sonoritat més greu, amb una caixa de ressonància amb forma de vuit i més ampla, i de fons pla. El mànec també té mides de llarg i ample majors que les del tiple.
Utilitzat sobretot a Ciutadella, sobretot per acompanyar jotes i fandangos, va estar a punt de perdre's perquè no sorgien nous constructors ni sonadors.